# Loma Larga, Zumpango
Loma Larga är en ort i Mexiko, tillhörande kommunen Zumpango i delstaten Mexiko. Loma Larga ligger i den centrala delen av landet och tillhör Mexico Citys storstadsområde. Orten hade 2 196 invånare vid folkräkningen 2010.